# Leka kommun
Leka kommun (norska: Leka kommune) är en kommun i Trøndelag fylke i Norge. Kommunen omfattar ett område kring ön Leka, inklusive den västra delen av ön Austra och ett antal kringliggande öar och holmar. Mellan öarna Leka och Austra finns en färjeförbindelse. Byn Leknes på ön Leka utgör kommunens centralort.
Kommunen är fylkets nordligaste och gränsar till Bindals kommun i Nordland fylke i öster samt Nærøysunds kommun i söder.

## Administrativ historik
Leka kommun bildades 1860 genom en delning av Kolvereids kommun. 1909 delades Leka kommun, varvid Gravviks kommun bildades.
2017 fattade Stortinget beslut om att Leka kommun skulle slås samman med Vikna, Nærøy och Bindals kommuner. Samma år upphävdes dock detta beslut.

## Befolkningsutveckling
Befolkningsutveckling 1951–2010. (källa: SSB: Befolkningsstatistikk)

## Tätorter
I Leka kommun finns inga tätorter.

## Socknar
Inom Norska kyrkan motsvaras Leka kommun av Leka socken i Namdals prosteri i Nidaros stift.

## Bilder

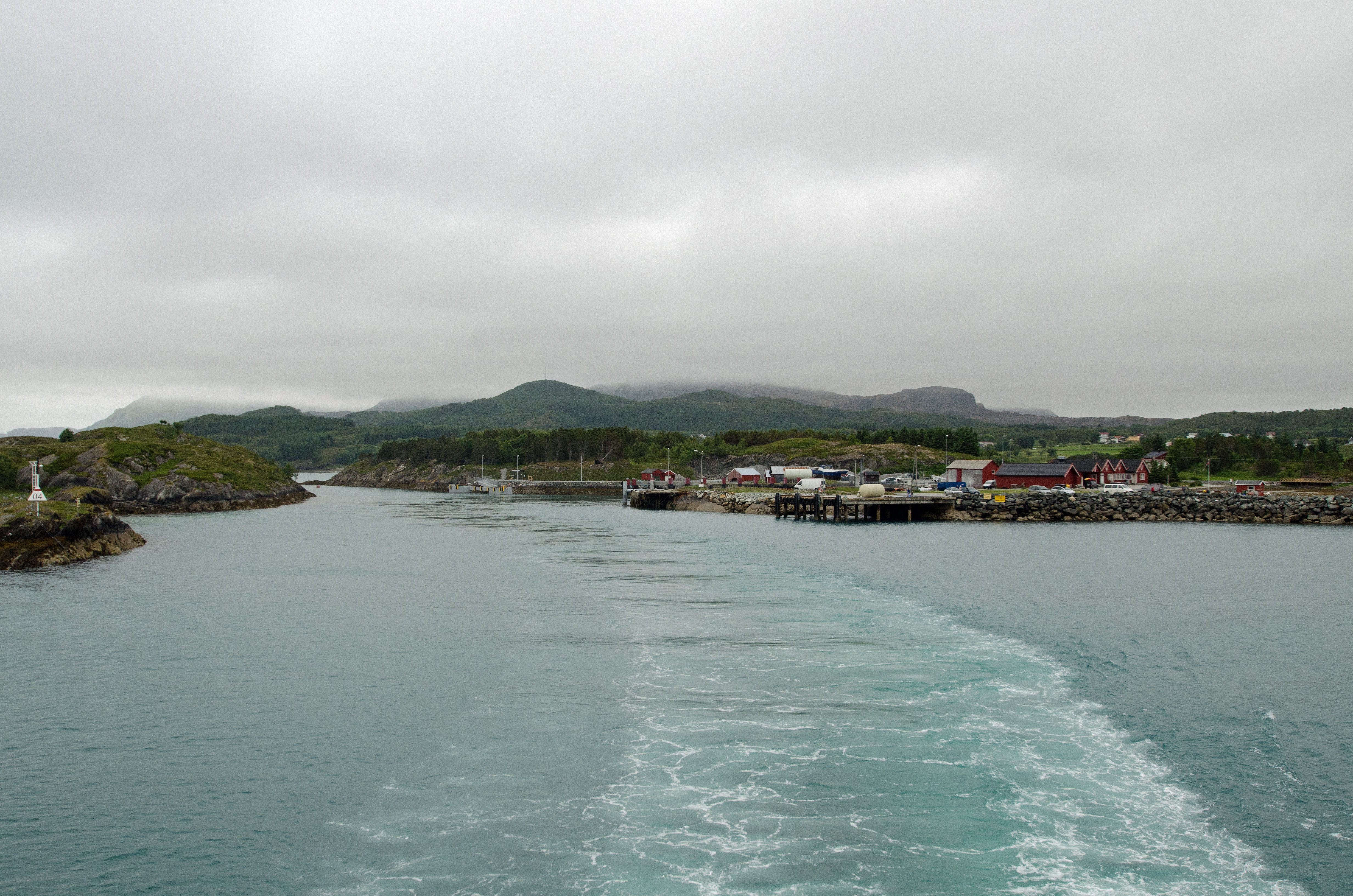
Ön Leka sedd från färjan.
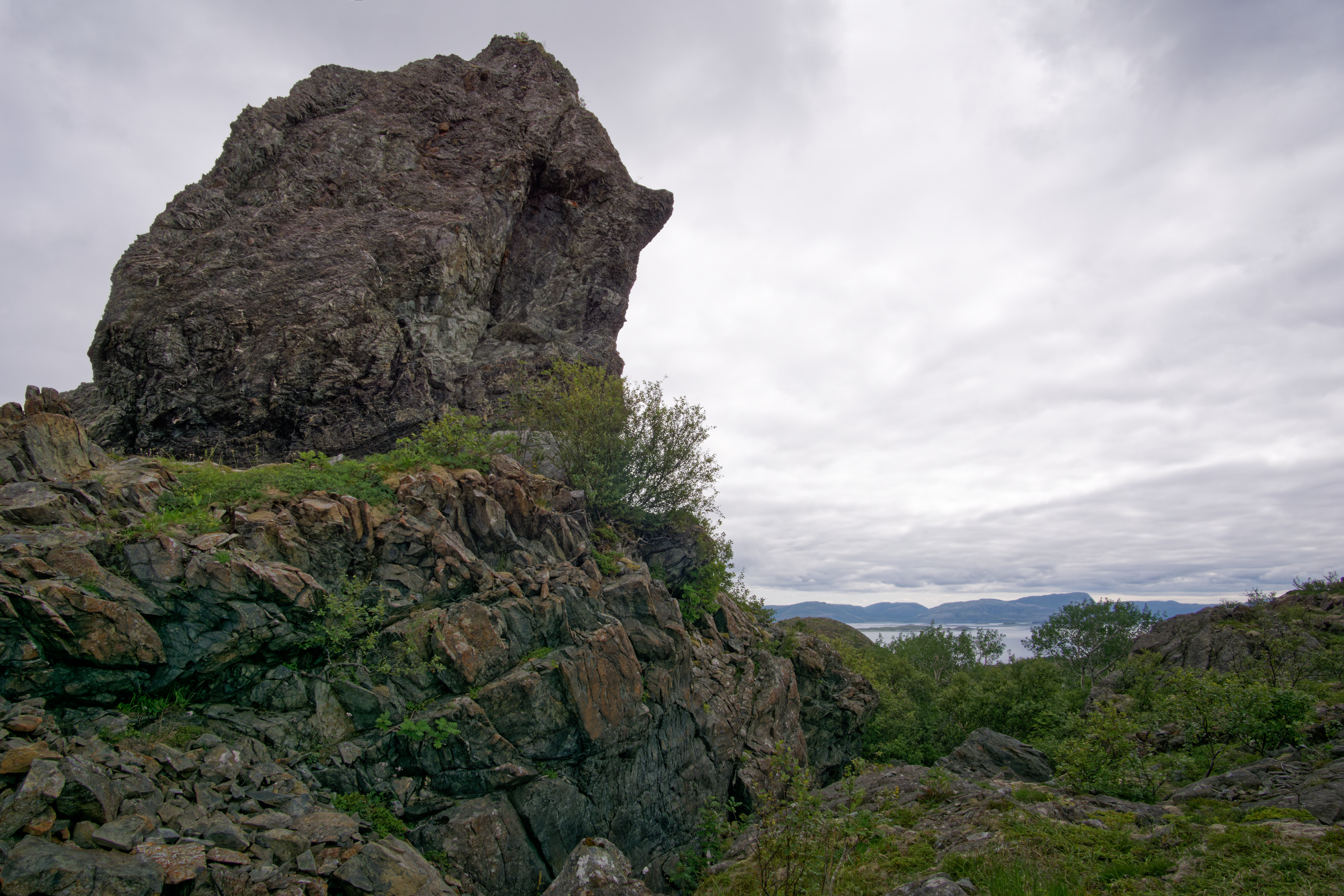
Bergsformationen Lekamøya.
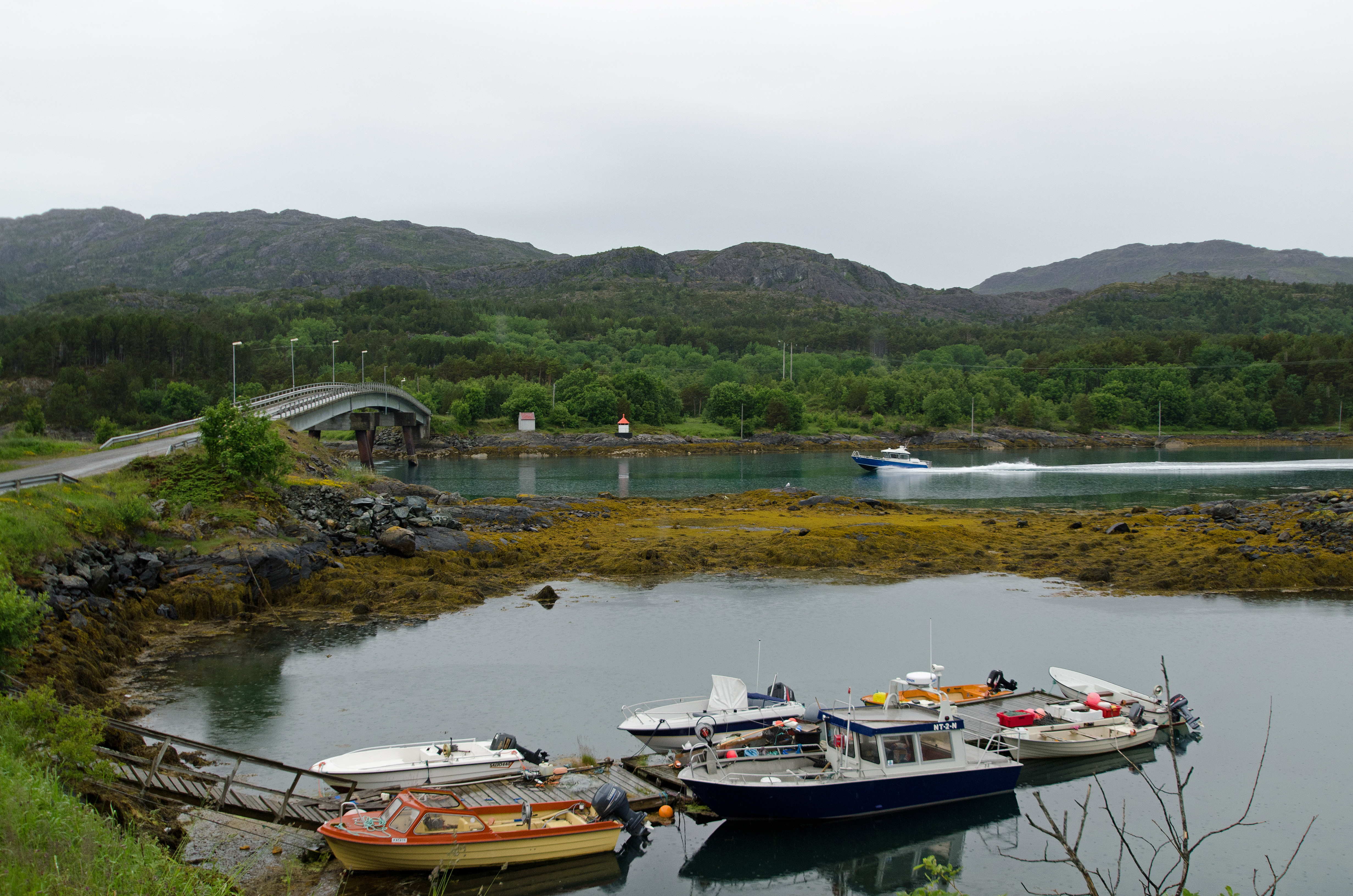
Frøviksundet mellan Frøvikøya och Leka.